# ATP7B
ATP7B (англ. ATPase, Cu++ transporting, beta polypeptide; бета-полипептид медь-переносящей АТФ-азы; «белок болезни Вильсона») - белок человека, кодируемый геном ATP7B на 13-й хромосоме. ATP7B встраивает ионы меди в белок церулоплазмин, и мутации гена, нарушающие эту функцию, вызывают болезнь Вильсона — Коновалова.
Описано более 200 мутаций гена ATP7B.